# Gaston Paris
Gaston Paris (Avenay-Val-d'Or, 9 de agosto de 1839 - Cannes, 5 de marzo de 1903), filólogo, lingüista y romanista francés.

## Biografía
Desde niño su padre Paulin Paris (1899-1965), que trabajaba en la Biblioteca Real, medievalista y profesor del Collège de France, le inculcó el gusto por la literatura medieval francesa leyéndole historias sobre Roldán, fabliaux y novelas artúricas de materia bretona. Pasó su infancia entre las paredes de la Biblioteca Real y el Collège Rollin en el que inició su vida como estudiante. Destacó como un ávido lector de poesía francesa y un diestro traductor de lenguas clásicas. Hizo un viaje con su familia a Moscú cuando tenía diecisiete años, lo que le abrió una curiosidad enfermiza por la filología y el estudio de las lenguas que ya no le abandonaría. Aconsejado por su amigo, el también bibliotecario en Viena y filólogo Ferdinand Wolf, Paulin París envió a su hijo a estudiar a Alemania filología clásica en Bonn, donde seguramente el mismo Wolf le puso en contacto con el romanista Friedrich Diez, quien sería su mentor. Profundiza sus conocimientos de latín y griego y aprende alemán y francés antiguo, pero progresa poco con el ruso.
El Roman de Renart me divierte y me interesa sobremanera. El estudio del francés antiguo facilita considerablemente el del italiano. En aquella época, estas dos lenguas, nacidas del mismo tronco, tenían un gran número de palabras en común; el italiano ha cambiado poco; sin embargo, el francés se ha transformado totalmente de manera que el italiano moderno se parece más al francés antiguo que al moderno. Cuando sepa bien el francés antiguo y el italiano, el provenzal será fácil; y sabiendo francés e italiano, ¿qué será el español? Desearía saber muchas lenguas, tantas como puedan caber en mi cerebro (Carta a su amigo A. Durande, 18-I-1857)
Asiste, invitado por el huraño Diez, quien vio sin duda algo fuera de lo común en su alumno, a su curso privado de italiano, en el que leen la Gerusalemme Liberata del Tasso. Fue la casualidad, por tanto, la que hizo que el estudiante francés se convirtiera en discípulo del romanista alemán y tuviera el privilegio de tratarle con cierta familiaridad, acompañándole y conversando con él en el transcurso de largos paseos. Terminados sus estudios en Bonn y preocupado por su alemán, Gaston Paris decide con el beneplácito paterno permanecer en Alemania, esta vez en Gotinga y sigue un curso sobre Tucídides impartido por Georg Curtius (no Ernst Robert) y otro sobre literatura alemana que despertó su interés por las leyendas medievales y la mitología germánica, especialmente por el Cantar de los Nibelungos. A los diecinueve años regresa a Francia e ingresa en la École des chartes, reconocida como una de las más innovadoras de Francia, de la que obtiene el título de archivista-paleógrafo gracias a la tesis presentada en 1862 con el título Étude sur le rôle de l’accent latin dans la langue française. Con esta tesis y con la traducción al francés de la Gramática de las lenguas románicas de Diez cumplió la promesa hecha al maestro de dar a conocer su obra en Francia, dando con ello comienzo a su larga trayectoria como romanista. Se doctoró en letras con la Histoire poétique de Charlemagne (1865), pionera en los estudios sobre la epopeya medieval y donde ensayaba la metodología histórica aprendida en Alemania.
Se convierte así en un experto medievalista y en el padre indiscutible, junto con su amigo Paul Meyer, de la filología románica en Francia; reivindicó, contra el secular academicismo francés, el valor de la literatura medieval francesa. La teoría de las cantilenas defendida por Gaston Paris en la Histoire poétique de Charlemagne abrió un profundo debate en el terreno de la epopeya medieval, en el que la figura del maestro francés se erige como una de los principales teóricos. Su teoría, que aboga por unos orígenes populares y colectivos de la épica románica, da lugar a la tendencia que ha venido a llamarse tradicionalismo, heredera en cierto sentido del romanticismo, como el mismo Gaston Paris, que revitalizó el padre de la filología románica española, Ramón Menéndez Pidal. 
Fundó la Revue critique d’histoire et littérature (1866) con la colaboración de su inseparable amigo y compañero Paul Meyer y junto a Hermann Zotenberg y Charles Morel; y Romania (1872), también con Meyer. La primera quiso dotar a Francia de una publicación bibliográfica que informara de las investigaciones históricas y filológicas extranjeras para dar a conocer unos métodos científicos que, por alemanes, el país parecía ignorar. La segunda trataba sólo de filología y se centraba en la literatura medieval considerada como un todo compartido por los países neolatinos; era, pues, una revista que pretendía ser eje de la recién fundada Romanística. 
Tras su doctorado sustituyó durante un breve periodo de tiempo a su propio padre en el Collège de France en 1866 y dictó un curso sobre gramática histórica de la lengua francesa en la Sorbona. En 1868, el ministro Victor Duruy crea la École Pratique des Hautes Études, del que fue nombrado "répétiteur de philologie française", cargo docente que compartió con el ya definitivo, tras el retiro de Paulin Paris, en el Collège de France. Como profesor tuvo una gran fama, pues era afable, entregado, claro y accesible, por lo que tuvo una gran legión de discípulos enfervorizados por la romanística de todo tipo de nacionalidades y entre los cuales destacaron Joseph Bédier, etc. Tenía además una tertulia en su casa a la que acudían los domingos los alumnos interesados en llegar más allá de las clases y algunos importantes escritores franceses, como Sully Prudhomme, Sorel, Ernest Renan, Hippolyte Taine y Dumas hijo. Su reputación en Escandinavia fue inmensa, pero también pasó por algunas frustraciones, como no haber conseguido promover en Francia una academia de lingüística histórico-comparativa del romance. Sin embargo desplegó una actividad prodigiosamente fecunda en otros proyectos sin dejar abandonados ni su docencia ni sus trabajos personales: la Société des Anciens Textes, la dirección del Journal des Savants o la Revue de Paris. Su vasta bibliografía, que comprende cientos de títulos, hizo de él el primer estudioso de filología francesa medieval. También escribió interesantes ensayos, como los compilados en Penseurs et Poètes (1896) en el que describe la vida y la obra de eruditos como Ernest Renan o James Darmesteter, de artistas como Alessandro Vida o de poetas modernos a los que conoció personalmente como Frédéric Mistral. En 1896 fue nombrado miembro de la Académie française. Afirmaba ser liberal en política y nunca manifestó ningún tipo de antagonismo étnico ni resentimiento político, hasta el punto de invitar a romanistas alemanes a participar en Romania incluso después de la debacle del bienio 1870-71. Hizo numerosos viajes a Italia y fue padre tardío de una niña, a la que en su vejez contaba la historia de Don Quijote de la Mancha. Obtuvo dos veces el gran premio Gobert de la Academia de Inscripciones: en 1866 con su Histoire poétique de Charlemagne y en 1872 con su edición de la Vie de saint Alexis. Tradujo en colaboración con otros filólogos la Gramática de las lenguas románicas de su maestro Friedrich Diez. Fue nombrado administrador del Collège de France. Elegido para la Académie française el 28 de mayo de 1896 sin concurrencia, en sustitución de Louis Pasteur, formó parte de la Comisión del diccionario académico.

## Obras
- Aventures merveilleuses de Huon de Bordeaux (1861)
- Étude sur le rôle de l’accent latin dans la langue française (1862)
- De pseudo-Turpino (1865)
- Histoire poétique de Charlemagne (1865)
- Vie de Saint Alexis (ed. crítica) (1872)
- "Les romans de la Table Ronde", en Histoire littéraire de la France
- Manuel d’ancien français, 1888
- La Poésie du moyen âge (1885; 1895)
- Penseurs et Poètes (1896)
- Poèmes et légendes du moyen âge (1900)

### Trabajos póstumos
- Mélanges linguistiques, Mario Roques (ed.), 1909.
- Mélanges de littérature française du moyen âge, Mario Roques (ed.), 1912.